# Frank Röth
Frank Röth (* 7. Juli 1959 in Weinheim) ist ein deutscher Schauspieler, Synchronsprecher und Autor.

## Leben und Wirken
Frank Röth ist in Weinheim an der Bergstraße geboren und aufgewachsen. Auf sein Abitur 1978 am Alten Kurfürstlichen Gymnasium Bensheim folgten 15 Monate Bundeswehr in Mittenwald. Im Anschluss studierte er drei Semester Tiermedizin, danach mehrere Semester Germanistik, Theaterwissenschaft und Geschichte in München. Dort fand er Kontakt zur Film- und Theaterbranche und absolvierte eine Ausbildung zum Schnitt-Assistenten. Parallel dazu nahm er Schauspielunterricht bei Wolfgang Büttner und machte eine Sprach- und Gesangsausbildung bei Erika Zeiß.
Im Alter von 25 Jahren begann seine Karriere. Mangels interessanter Angebote für Schauspieler produzierte er seinen ersten Kinofilm kurzerhand selbst. Neben dem Drehbuch übernahm er außerdem auch die Hauptrolle in dem Nachkriegsdrama Kolp – Schwarzmarkt, Swing und große Träume. Die übrigen Rollen besetzte er mit seinen – damals noch unbekannten – Freunden Katja Flint, Heiner Lauterbach und Ottfried Fischer, während er die Regie an Roland Suso Richter vergab. Honorare gab es keine, dafür aber Einladungen zu diversen Filmfestivals und die Eintrittskarte ins Filmgeschäft. 1985 war Kolp offizieller deutscher Beitrag in der Reihe Semaine de la Critique auf den Filmfestspielen in Cannes. Im gleichen Jahr verlieh die damalige bundesdeutsche Familienministerin Rita Süssmuth Kolp den Deutschen Jugendvideopreis.

### Film und Fernsehen
Röth spielte in mehr als 100 nationalen und internationalen Fernseh- und Kinoproduktionen. 1988 war er in der amerikanischen MGM-Serie Dirty Dozen zu sehen und in Die zweite Heimat, dem zweiten Teil der Heimat-Trilogie von Edgar Reitz, war er 1992 einer der Protagonisten. Außerdem ist er häufiger Episoden-Gast in Reihen wie Tatort, Der Alte oder SOKO 5113. Der Kurzspielfilm Gänsehaut, in dem Röth die Hauptrolle spielte, erhielt beim Filmfestival von Locarno den Goldenen Leoparden als bester Nachwuchsfilm. Outsourcing, ein weiterer Kurzfilm in dem Röth die Hauptrolle spielte, lief ebenfalls auf diversen internationalen Festivals und erhielt mehrere Preise, darunter 2006 den renommierten Friedrich-Wilhelm-Murnau-Kurzfilmpreis.
2011 spielte Frank Röth in der BR/Arte/ORF-Produktion Europas letzter Sommer unter der Regie von Bernd Fischerauer. Der Film schildert die unmittelbaren Ereignisse vor dem Ausbruch des Ersten Weltkriegs, Frank Röth spielt darin in einer Hauptrolle den Reichskanzler Theobald von Bethmann Hollweg.
Durchgehende Rollen spielte Röth in Der Dicke, die seit dem Tod von Dieter Pfaff unter dem Titel Die Kanzlei weitergeführt wurde, und in der ZDF-Reihe Lotta &… als Meinolf Brinkhammer, den Vater der Protagonistin Lotta (Josefine Preuß). 2014 spielte er unter der Regie von Matthias Glasner in der Reihe Blochin – Die Lebenden und die Toten die Rolle des Staatsanwalts Joachim Foers. Im Herbst 2021 stand er an der Seite von Cate Blanchett für den Film Tár (Regie: Todd Field) vor der Kamera.

### Synchronisation
Frank Röth war für mehr als 1000 Filme und Serien als Synchronsprecher tätig, so als der neunte Doktor in der Neuauflage von Doctor Who (Christopher Eccleston), Professor Remus Lupin (David Thewlis) in den Harry-Potter-Verfilmungen, Det. Stabler (Christopher Meloni) in der Serie Law & Order: New York (Law & Order: Special Victims Unit), Philippe Pozzo di Borgo François Cluzet in dem Film Ziemlich beste Freunde, Abraham Lincoln (Daniel Day-Lewis) in Steven Spielbergs Film Lincoln, Martin Rohde (Kim Bodnia) in der Reihe Die Brücke – Transit in den Tod, Präsident Garrett Walker (Michel Gill) in der Serie House of Cards, als V. M. Varga (David Thewlis) in der Serie Fargo oder Richard Lintern als Dr. Thomas Chamberlain in der Serie Silent Witness (ab Staffel 17). Ebenso synchronisierte er Tim Allen als Mike Baxter in den ersten vier Staffeln der Serie Last Man Standing.
Im Herbst 2006 unterstützte er die Bamberger Symphoniker an mehreren Abenden als Sprecher (zusammen mit Julia Stemberger und Frank Arnold) anlässlich des Konzert-Ereignisses Mozart 1791 – Der Weg zum Requiem.

### Theater
Nach langer Theaterabstinenz seit seinen Anfängen in Münchner Kellertheatern spielte Frank Röth im Sommer 2007 bei den Nibelungenfestspielen in Worms unter der Regie von Dieter Wedel in dem Stück Die letzten Tage von Burgund die Rolle des Ortwin von Metz.

### Autor
Gemeinsam mit seinem Freund und Kollegen Philipp Moog schrieb er verschiedene Folgen der ZDF-Krimireihen Sperling und Der Alte. Zudem entwickelten sie die erfolgreiche RTL-Jugendserie SK-Babies, für deren erste Staffel sie eine Grimme-Preis-Nominierung bekamen.
Das erste Theaterstück des Duos, Die Nadel der Kleopatra, wurde am 14. Januar 2010 im Schlosspark Theater Berlin uraufgeführt. Die Hauptrollen spielten Cosma Shiva Hagen und Ingrid van Bergen. „Die Nadel der Kleopatra“ wurde mehrfach in Deutschland, Österreich und der Schweiz inszeniert und ist in weitere Sprachen übersetzt worden.

## Filmografie
- 1984: Kolp – Schwarzmarkt, Swing und große Träume (Kino), Regie: Roland Suso Richter
- 1992: Die zweite Heimat – Chronik einer Jugend (Kino), Regie: Edgar Reitz
- 1997: Anwalt Abel, Regie: Marc Rothemund
- 1997: Busenfreunde II, Regie: Thomas Berger
- 1997: Der kleine Unterschied, Regie: Thomas Bohn
- 1997: Tatort – Nahkampf; Fernsehreihe, Regie: Thomas Bohn
- 1998: Vergewaltigt – Eine Frau schlägt zurück, Regie: Martin Enlen
- 1999: Nichts als die Wahrheit (Kino), Regie: Roland Suso Richter
- 1999: Das Alibi, Regie: Christine Wiegand
- 1999: Der Todeszug, Regie: Jörg Lühdorff
- 1999: Rendezvous mit dem Teufel, Regie: Thomas Berger
- 2000: Doppelter Einsatz, Regie: Hans Schönherr
- 2000: Eine öffentliche Affäre, Regie: Rolf Schübel
- 2000: Ratten, Regie: Jörg Lühdorff
- 2001: Das Monstrum (Kino), Regie: Miriam Pfeiffer, René Reinhardt
- 2001: Tatort – Exil!, Regie: Thomas Bohn
- 2002: Mord an Bord, Regie: Edzard Onneken
- 2003: Gefährliche Gefühle, Regie: Martin Enlen
- 2003: Polizeiruf 110 – Die Schlacht
- 2003: Sterne leuchten auch am Tag, Regie: Roland Suso Richter
- 2004: Der letzte Zeuge, Regie: Bernhard Stephan
- 2004: Alphateam – Die Lebensretter im OP (Folge 219)
- 2004: Das Kommando, Regie: Thomas Bohn
- 2004: Der Alte – Episode 300: Tangomord, Regie: Gero Erhardt
- 2004: Die Kristallprinzessin
- 2005: Mathilde liebt, Regie: Wolfram Paulus
- 2005: Der Alte
  - Folge 305: Tödliche Verstrickung
  - Folge 310: Filmriß
- 2006: Tatort – Der schwedische Freund, Regie: Uli Möller
- 2006: Outsourcing, Regie: Markus Dietrich
- 2007: Die Rosenheim-Cops – Der Jäger ist des Jägers Tod
- 2007: Ich Chef, du nix, Regie: Yasemin Şamdereli
- 2007: Mein Robodad, Regie: Markus Dietrich
- 2007: Der Alte – Folge 322: Jakob
- 2007: SOKO 5113, Regie: Werner Siebert
- 2007: Tatort – Und Tschüss, Regie: Thomas Bohn
- 2008: Die Jahrhundertlawine
- 2009: Der Dicke, Regie: Oliver Dommenget
- 2009: Die Rosenheim-Cops – Ein Schuss in der Nacht, Regie: Holger Gimpel
- 2009: All you need is love, Regie: Edzard Onneken
- 2009: Der Alte, Regie: Vadim Glowna
- 2009: Ein Fall für zwei, Regie: Michael Kreindl
- 2010: Ein Fall für zwei, Regie Boris Keidis
- 2010: Lotta & die alten Eisen, Regie: Edzard Onneken
- 2011: Europas letzter Sommer, Regie: Bernd Fischerauer
- 2012: Die Reichsgründung, Regie: Bernd Fischerauer
- 2012: Die nervöse Großmacht, Regie: Bernd Fischerauer
- 2012: Lotta & die großen Erwartungen, Regie: Edzard Onneken
- 2013: Die Kanzlei, Regie: Oliver Dommenget, Claudia Garde
- 2013: Die Rosenheim-Cops – Gefährliche Affären
- 2013: Lotta & die frohe Zukunft, Regie: Gero Weinreuter
- 2014: Kommissarin Heller – Schattenriss, Regie: Christiane Balthasar
- 2015: Lotta & das ewige Warum, Regie: Joseph Orr
- 2015: Blochin – Die Lebenden und die Toten, Regie: Matthias Glasner
- 2015: Die Akte General, Regie: Stephan Wagner
- 2015–2016, 2022: Die Kanzlei – Die Sterne lügen nicht; Hinter Gittern; Nichts als die Wahrheit; Schräge Vögel; Blutlinien; Fehlfarben
- 2016: Lotta & der dicke Brocken, Regie: Edzard Onneken
- 2016: Lotta & der Ernst des Lebens, Regie: Florian Gärtner
- 2016: SOKO Kitzbühel – Tod zum Selbermachen, Regie: Gerald Liegel
- 2017: Dengler – Fremde Wasser, Regie: Rick Ostermann
- 2017: SOKO Leipzig – Das Vogelmädchen, Regie: Patrick Winczewski
- 2018: Ostfriesenblut
- 2018: Der Mordanschlag, Regie: Miguel Alexandre
- 2018: In aller Freundschaft – Die jungen Ärzte – Keine Kompromisse, Regie: Steffen Mahnert
- 2019: Lotta & der schöne Schein
- 2019: Lotta & der Mittelpunkt der Welt
- 2021: Morden im Norden: Ausgesetzt
- 2021: Tár
- 2024: Die Ermittlung

## Synchronrollen
Christopher Eccleston
- 2005: als Neunter (9.) Doktor in Doctor Who (Fernsehserie, 13 Folgen)

Rex Linn
- 2005: als Jim Martinez in Der Zodiac-Killer

Daniel Day-Lewis
- 2012: als Abraham Lincoln in Lincoln

Benoît Poelvoorde
- 2011: als Jean-René Van Den Hugde in Die anonymen Romantiker
- 2015: als Gott in Das brandneue Testament
- 2015: als Paul-André in Familie zu vermieten

Mark Rylance
- 2015: als Rudolf Abel in Bridge of Spies – Der Unterhändler
- 2017: als Mr. Dawson in Dunkirk
- 2018: als James Donovan Halliday/Anorak in Ready Player One
- 2020: als William Kunstler in The Trial of the Chicago 7

Christopher Meloni
- 1999–2011, seit 2021: als Elliot Stabler in Law & Order: Special Victims Unit (Fernsehserie, 270 Folgen)
- 2013: als Leo Durocher in 42 – Die wahre Geschichte einer Sportlegende
- 2015: als Gene in Wet Hot American Summer
- 2016: als Montgomery in Marauders
- 2017–2019: als Nick Sax in Happy!
- 2019: als Commander George Winslow in The Handmaid’s Tale – Der Report der Magd
- seit 2021: als Detective Elliot Stabler in Law & Order: Organized Crime

David Arquette
- 1996: als Hilfssheriff Dwight ‘Dewey’ Riley in Scream – Schrei!
- 2000: als Dwight ‘Dewey’ Riley in Scream 3
- 2011: als Sheriff ‘Dewey’ Riley in Scream 4

David Thewlis
- 1994: als Jerry Barker in Black Beauty
- 2004: als Prof. Remus Lupin in Harry Potter und der Gefangene von Askaban
- 2007: als Remus Lupin in Harry Potter und der Orden des Phönix
- 2008: als Vater in Der Junge im gestreiften Pyjama
- 2009: als Remus Lupin in Harry Potter und der Halbblutprinz
- 2009: als Dr. Blake in Veronika beschließt zu sterben
- 2010: als Remus Lupin in Harry Potter und die Heiligtümer des Todes – Teil 1
- 2010: als Jordan in London Boulevard
- 2011: als Remus Lupin in Harry Potter und die Heiligtümer des Todes – Teil 2
- 2011: als Michael Aris in The Lady
- 2013: als Der Frosch in R.E.D. 2
- 2013/2017: als Joby in The Zero Theorem
- 2014: als Dennis Sciama in Die Entdeckung der Unendlichkeit
- 2015: als Michael Stone in Anomalisa (2015)
- 2015: als Leslie Payne in Legend
- 2015: als Prof. Kenneth Raines in Regression
- 2017: als V.M. Varga  in Fargo
- 2017: als Patrick Morgan / Ares in Wonder Woman
- 2019: als Inspektor Goole in An Inspector Calls
- 2021: als Ares in Zack Snyder’s Justice League

François Cluzet
- 1998: als Maurice in Das Leben ist ein Spiel
- 2011: als Philippe in Ziemlich beste Freunde

Hippolyte Girardot
- 2006: als Sir Clifford Chaterley in Lady Chatterley
- 2011: als Gaspard Signac in Schlafkrankheit

Ulrich Thomsen
- 2010: als Claus in In einer besseren Welt
- 2016: als Erik in Die Kommune
- 2016–2017: als Alexander Kirk / Constantin Rostov in The Blacklist (10 Folgen)

Richard E. Grant
- 2012–2013: als Dr. Walter Simeon / Die Große Intelligenz in Doctor Who (3 Folgen)
- 2017: als Dr. Zander Rice in Logan – The Wolverine
- 2018: als Jack Hock in Can You Ever Forgive Me?
- 2021: als Seifert in Killer’s Bodyguard 2

Konstantin Nikolajewitsch Lawronenko
- 2019: als Yan in Coma

Giancarlo Esposito
- 2019: als Adam Clayton Powell Jr. in Godfather of Harlem
- seit 2019: als Moff Gideon in The Mandalorian (6 Folgen)

Tom Vaughan-Lawlor
- 2018: als Ebony Maw in Avengers: Infinity War
- 2019: als Ebony Maw in Avengers: Endgame
- 2021: als Ebony Maw in What If…?

Patrick St. Esprit
- seit 2018: als Robert Hicks in S.W.A.T.

Martin Donovan
- 2016: als Zaman Druce in Legends of Tomorrow (4 Folgen)
- 2020: als Rick Aarons in Percy
- 2020: als Fay in Tenet
- 2021: als Lawrence Morgan in Crisis
- 2021: als Wilson King in Immer für dich da

Bruce Campbell
- 2022: als Pizzaverkäufer in Doctor Strange in the Multiverse of Madness

Damon Herriman
- 2022: als Detective Inspector Lachlan Rogers in The Tourist – Duell im Outback

## Hörproduktionen
- 2013: Ziemlich beste Freunde. Das zweite Leben des Philippe Pozzo di Borgo (Jumbo Medien Hamburg), ISBN 978-3-8337-2939-3. Das Hörbuch wurde über 30.000-mal verkauft, Frank Röth erhielt für seine Interpretation 2013 den Hörbuchpreis des deutschen Buchhandels Hörkules.
- 2014: Der Hund der Baskervilles (als Sherlock Holmes), Autor: Arthur Conan Doyle, Bearbeitung und Regie: Bastian Pastewka (WDR). Das Hörspiel erhielt 2014 den Publikumspreis der Reihe Hörspielkino unterm Sternenhimmel von radioeins.
- 2014: ZeroZeroZero von Roberto Saviano. (Hörbuch Hamburg), ISBN 978-3-89903-734-0
- 2015 Fallen (als Friedrich von Gartner), Hörspielreihe von Marco Göllner
- 2016 Sherlock Holmes und das Geheimnis des weißen Bandes (als Sherlock Holmes), Autor: Anthony Horowitz, Bearbeitung und Regie: Bastian Pastewka. Dreiteiliges Hörspiel für WDR, Radio Bremen und Jumbo Medien.

## Auszeichnungen
- 2024: Deutscher Schauspielpreis 2024 – Auszeichnung in der Kategorie Die Stimme[1]